# SN 2005kc
SN 2005kc – supernowa typu Ia odkryta 9 listopada 2005 roku w galaktyce NGC 7311. W momencie odkrycia miała maksymalną jasność 18,20m.